# Pedicularis pycnantha
Pedicularis pycnantha är en snyltrotsväxtart som beskrevs av Pierre Edmond Boissier. Pedicularis pycnantha ingår i släktet spiror, och familjen snyltrotsväxter. Inga underarter finns listade i Catalogue of Life.